# Euphyllia divisa
Euphyllia divisa là một loài san hô trong họ Euphyllidae. Loài này được Veron & Pichon mô tả khoa học năm 1980.

## Hình ảnh

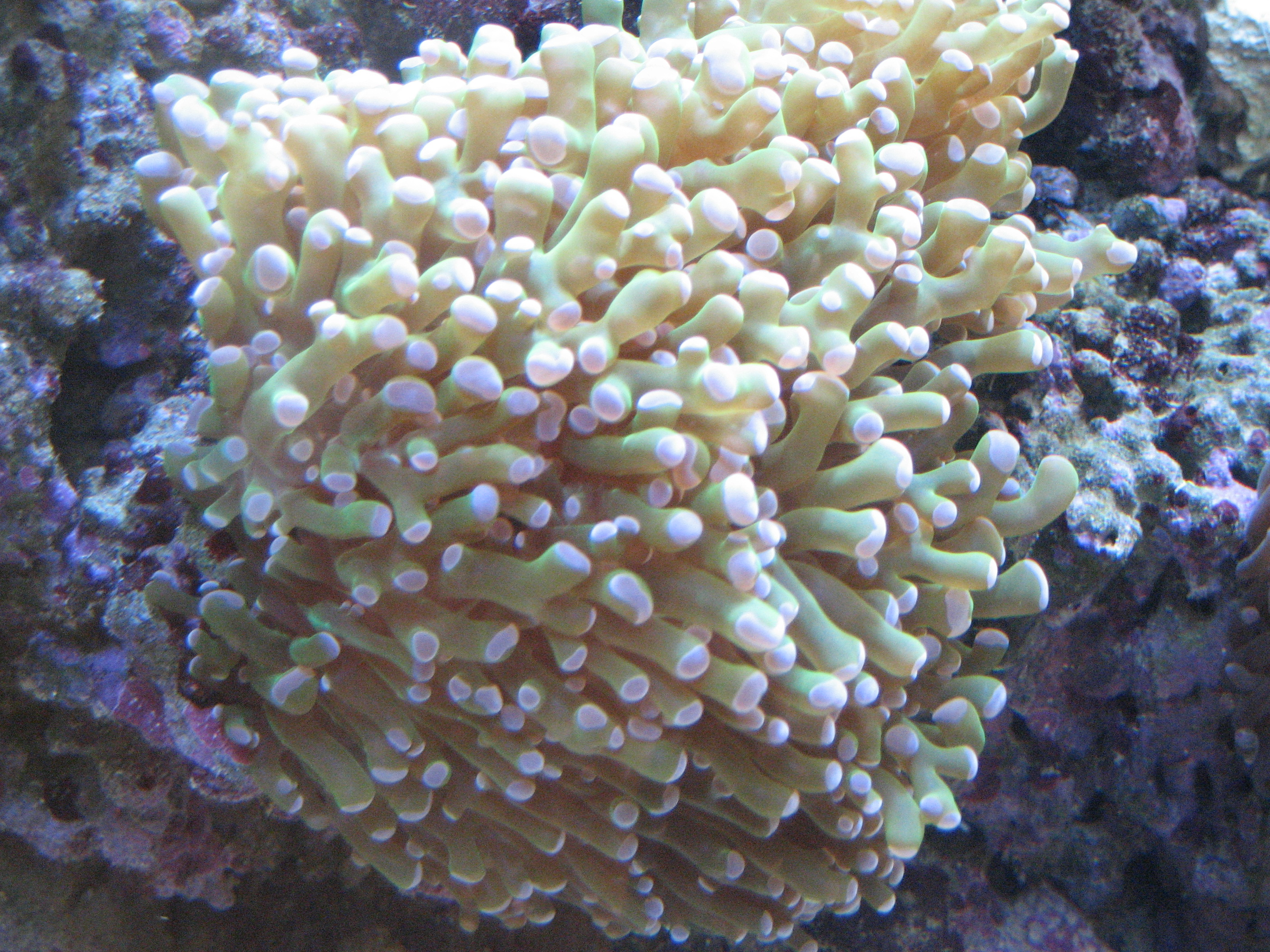
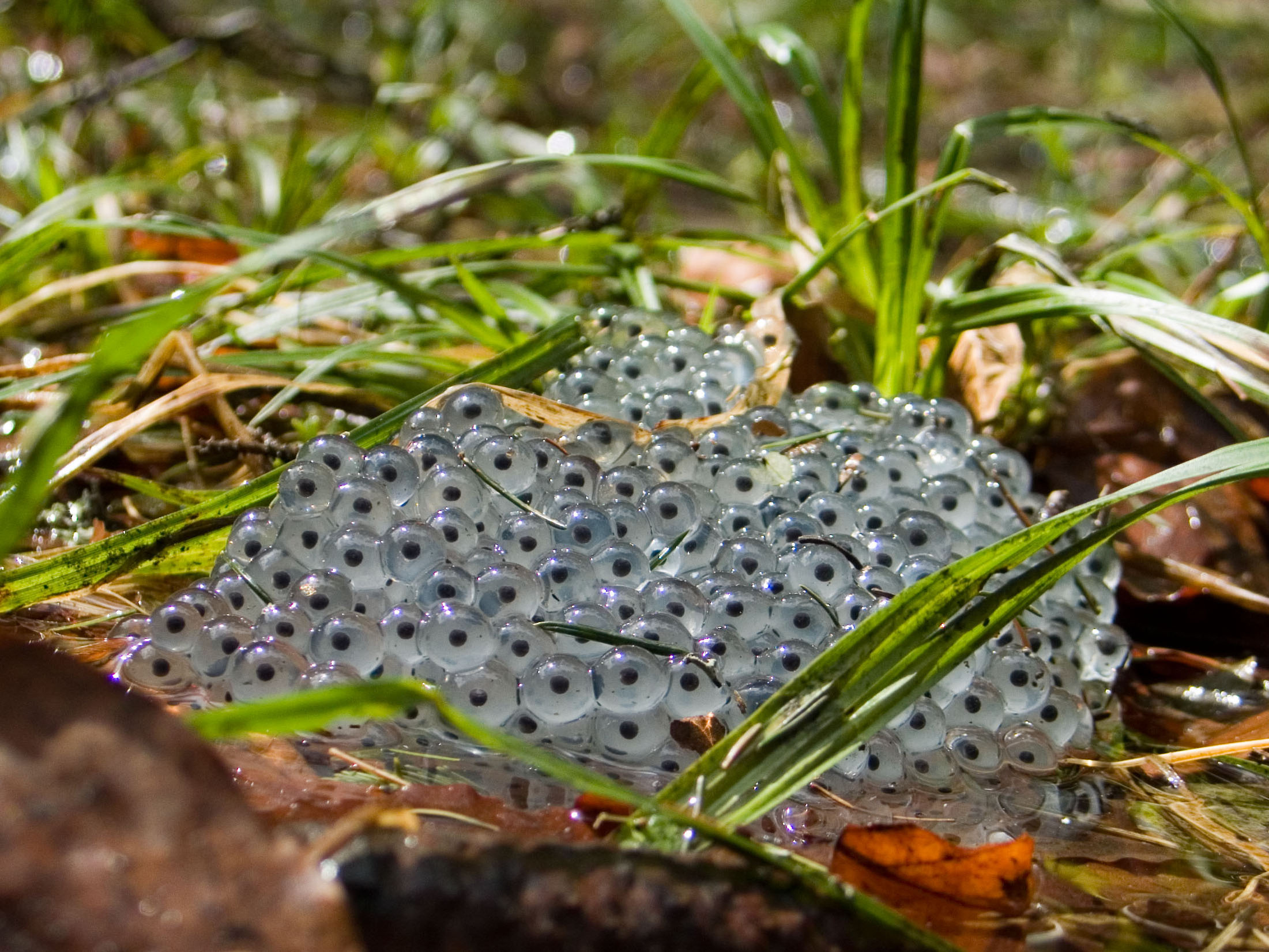